# Earthling (album)
Pour les articles homonymes, voir Earthling.
Albums de David Bowie
1. Outside
(1995) 'hours...'
(1999)
Singles
1. Telling Lies
Sortie : 4 novembre 1996
2. Little Wonder
Sortie : 27 janvier 1997
3. Dead Man Walking
Sortie : 21 mars 1997
4. Seven Years in Tibet
Sortie : 18 août 1997
5. I'm Afraid of Americans
Sortie : 14 octobre 1997

Earthling  (stylisé EART HL I NG) est le vingt-et-unième album studio de l'artiste britannique David Bowie paru le 3 février 1997 par RCA Records au Royaume-Uni, Virgin Records aux États-Unis et Arista Records/BMG dans d'autres territoires. Majoritairement autoproduit par Bowie, il a été principalement enregistré d'août à octobre 1996 aux Looking Glass Studios de New York. Bowie a composé les chansons avec Reeves Gabrels et Mark Plati, qui sont crédités en tant que coproducteurs, avec l'apport des musiciens Mike Garson, Gail Ann Dorsey et Zack Alford ajoutés ultérieurement.
Développant des styles musicaux précédemment explorés sur 1. Outside (1995), Earthling présente un son inspiré par le rock industriel et le drum and bass des années 1990, exposant davantage les styles jungle et techno. Au niveau des paroles, les chansons expriment des thèmes d'aliénation et de spiritualité. L'une d'elles, I'm Afraid of Americans a été remixé pour une sortie en single par Trent Reznor de Nine Inch Nails, qui est apparu dans son clip vidéo. La pochette de l'album représente Bowie portant un manteau Union Jack co-conçu par Alexander McQueen.
Earthling rencontre un meilleur succès que l'album précédent et a atteint le top dix dans plusieurs pays. Les singles issus de l'album comportent de nombreux remix et sont soutenus par des vidéoclips. Bowie a fait la promotion de l'album par le biais d'apparitions à la télévision et lors de la tournée Earthling en 1997. Bien que l'album soit principalement bien accueilli à sa sortie, des critiques ultérieures trouvent que Earthling manque d'innovation à une époque où l'engouement pour la drum and bass était bien établi. D'autres le considèrent comme un ajout intéressant à une décennie sous-estimée. Il a été réédité avec des titres bonus en 2004 et remasterisé en 2021 pour être inclus dans le coffret Brilliant Adventure (1992–2001).

## Analyse artistique
Comparé aux dix-neuf chansons présentes sur l'album précédent 1. Outside sorti en 1995, Earthling n'en contient que neuf. Bowie a déclaré l'album Earthling "primitif" contrairement à la complexité du précédent. Musicalement, il présente un son influencé par l'électronique en partie inspiré par le rock industriel et le drum and bass des années 1990. Bowie avait déjà exploré ces styles sur 1.Outside, mais les adopte pleinement pour Earthling. Alors que les critiques considèrent généralement Earthling "l'album de drum and bass" de Bowie, le biographe Marc Spitz soutient que "c'est simplement [un] cas d'un artiste vétéran poursuivant un son dont il est tombé amoureux". Buckley est d'accord, notant que seulement trois ou quatre chansons, contiennent un élément de drum and bass. Mark Plati le contestera plus tard :
À ce jour, je vois parfois Earthling ridiculisé dans la presse comme étant le disque "jungle" de David ou "l'expérience drum and bass". Les gens ont droit à leurs opinions, mais je ne suis pas d'accord. C'est un disque de David Bowie. Le son du drum and bass vient de passer par le filtre Bowie, comme n'importe quel autre album de Bowie. Quand il a coopté la soul dans les années 70, il n'a pas eu ce genre d'amertume - il était à juste titre qualifié d'innovateur.
Caractérisé par "une basse rapide, des averses de grêle de percussions, des éclairs de guitare déformée, un échantillonnage [et] des pauses dramatiques soudaines", les rythmes de drum and bass dominent Little Wonder, Battle for Britain (The Letter), Telling Lies et Dead Man Walking. D'autres critiques ont noté la présence de rock industriel, de musique électronique, de hard rock et de l'indie dance. L'auteur James E. Perone met l'accent sur la techno et le jungle et considère Earthling plus accessible qu' 1. Outside, grâce à des mélodies plus accrocheuses. Bowie compare le son agressif de l'album à celui de Scary Monsters (and Super Creeps) (1980). Perone décrit le thème général de l'album comme une Aliénation sociale, selon Pegg les paroles revisitent les thèmes spirituels de l'album Station to Station sorti en 1976, affirmation soutenue par Bowie lui-même.
Nous sommes entrés en studio spécifiquement avec l'idée d'essayer de juxtaposer tous les styles de danse avec lesquels nous avions travaillé en concert. Jungle, rock agressif et industriel.
—David Bowie sur le son de l'album.

### Chansons

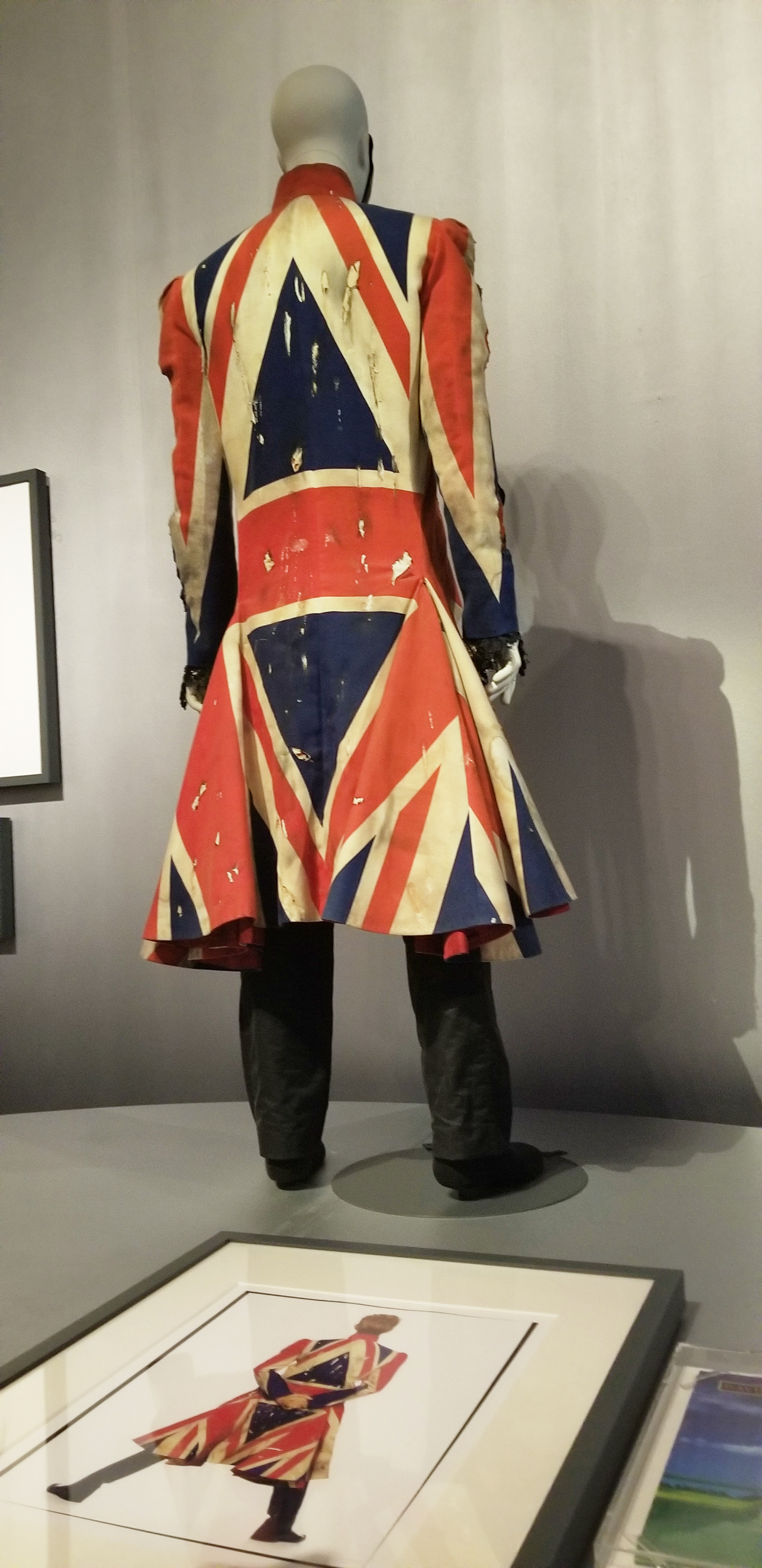
Exposition du manteau que porte Bowie sur la pochette dEarthling.

Little Wonder est l'un des premiers morceaux que Bowie et Gabrels ont écrit pour l'album. Bowie a qualifié l'écriture du titre d'exercice "ridicule" : "J'ai juste choisi Blanche-Neige et les Sept Nains et j'ai fait une ligne pour chacun des noms des nains. Et c'est la chanson [rires]. Et puis j'ai couru hors des noms de nains, il y a donc de nouveaux nains dedans comme "Puant" [Stinky en anglais]." Initialement prévue pour être une "épopée électronique de neuf minutes dans le jungle", la chanson a été réduite à six minutes pour l'album. Décrite par O'Leary comme une combinaison de rock taillé pour les stades et de musique électronique, la chanson utilise des percussions et des accords Power chord du morceau Firestarter de Prodigy, classé numéro un au Royaume-Uni en 1996, il a aidé à amener les rythmes de drum and bass au grand public.
Looking for Satellites est le deuxième morceau enregistré pour l'album. Dans une interview avec Mojo, Bowie a décrit le morceau comme "Une pièce directe et rationnelle sur l'endroit où nous nous trouvons à ce stade particulier de cette époque : quelque part entre la religion et la technologie, et je ne sais pas trop où aller ensuite. C'est une sorte de sentiment poignant, debout seul sur une plage la nuit à la recherche d'un satellite ... mais ce que vous cherchez vraiment, c'est une réponse.". Il comporte diverses paroles coupées qui ont été influencées par la découverte alors récente du possibilité de vie sur Mars. Bowie considérait que les paroles « mesuraient la distance entre la crucifixion et les soucoupes volantes ». Selon Pegg, l'atmosphère contient "une incertitude mélancolique". Le solo de guitare de Gabrels, reconstitué à partir de plusieurs prises, a été ajouté à la dernière minute sur l'insistance de Bowie.
Selon Plati, Battle for Britain (The Letter) est une "tentative de faire un morceau de jungle teinté de jazz". Il pensait que la chanson mettait l'accent sur l'album, dans lequel les structures ressembleraient à "de vraies chansons [au lieu d']atmosphères intenses". Caractérisé par diverses boucles et distorsions, les paroles traitent de l'incertitude de Bowie quant à sa propre identité britannique, car il n'a pas vécu au Royaume-Uni depuis deux décennies. La musique combine la techno et le rock alternatif de Tin Machine, avec des mélodies et des harmonies vocales rappelant, selon les mots de Perone, "un groupe de rock britannique de 1966 ou 1967". Pour le piano solo, Bowie a défié Garson de jouer un jeu basé sur un morceau d'Igor Stravinsky, qu'il a interprété après l'avoir entendu jouer sur un CD.
Inspiré par l'autobiographie de Heinrich Harrer du même nom, les paroles de Seven Years in Tibet reflètent la prise de contrôle chinoise du Tibet. Il rend hommage au bouddhisme tibétain, qu'il a adopté il y a longtemps. Le morceau débute comme une composition de Gabrels intitulée « Bruxelles » et est presque abandonné par Bowie avant que Gabrels n'intervienne; Bowie l'a décrit plus tard comme sa chanson favorite de l'album. Musicalement, la chanson présente un mélange de genres tels que la New Wave, le grunge et le R&B. Selon Pegg, il se caractérise par des riffs de saxophone, des guitares hurlantes, diverses boucles et des voix et synthétiseurs traités. En dehors du titre, la chanson n'a aucun rapport avec le film homonyme de Jean-Jacques Annaud qui sort la même année que l'album.

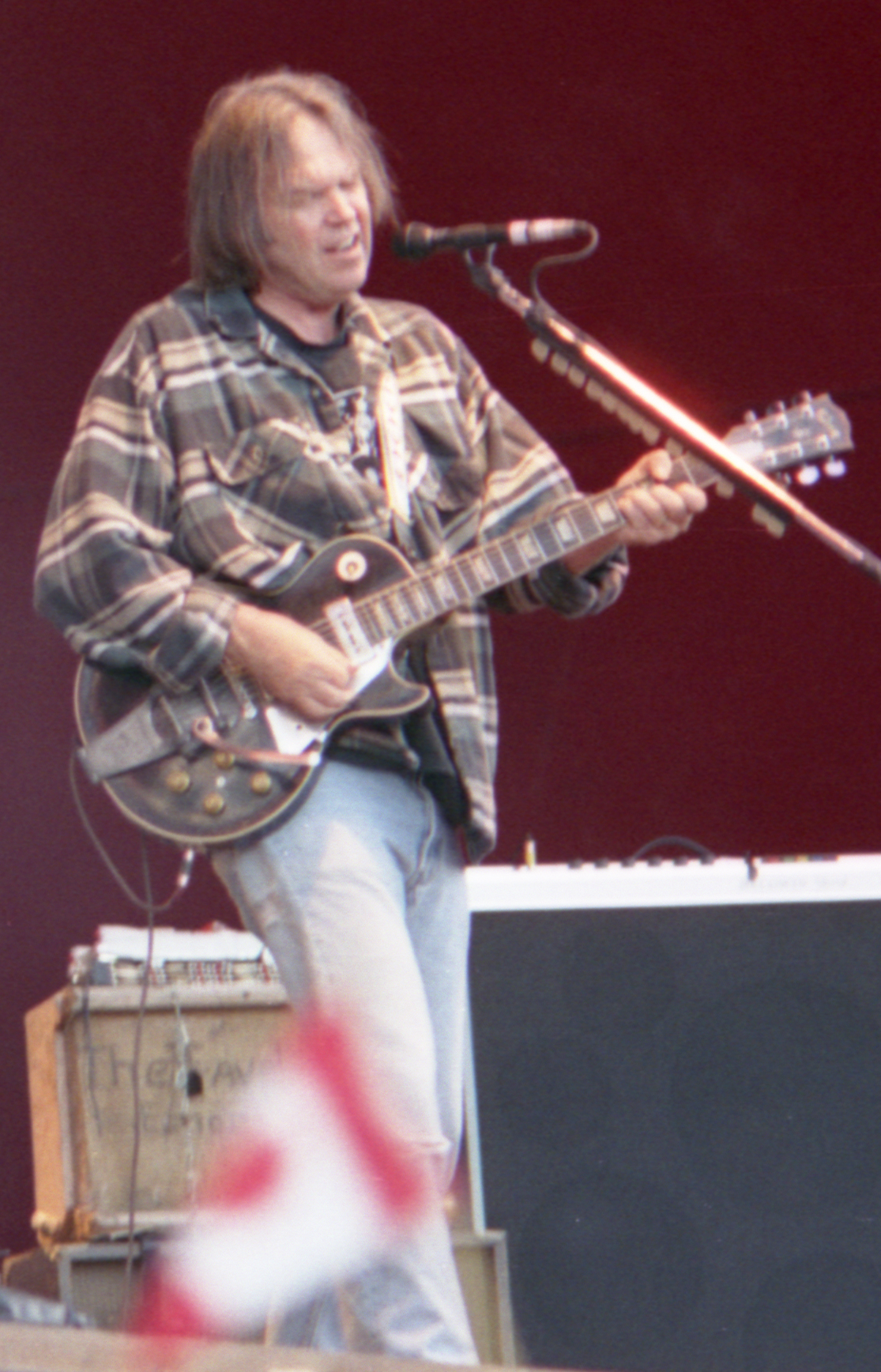
Neil Young (ici en 1996) a influencé les paroles de Dead Man Walking après que Bowie se soit produit lors de deux concerts de charité pour l'artiste en octobre 1996.

Bowie décrit Dead Man Walking comme son hommage "au rock and roll qui est encore jeune alors que nous vieillissons tous". En tant que telles, les paroles reflètent ses réflexions sur le vieillissement à ce stade de sa carrière. Il a d'abord commencé comme un hommage à l'actrice Susan Sarandon, mais est allé chercher des influences supplémentaires de l'auteur-compositeur Neil Young après que Bowie, Gabrels et Dorsey se soient produits lors de deux concerts de charité pour l'artiste en octobre 1996,. La musique est, selon les mots de Perone, "une danse largement conventionnelle", avec un piano atonal, des claviers séquencés et une guitare électrique et contenant des éléments de musique de danse latine et de jazz; Pegg décrit la chanson comme du "rock moderne". Selon Plati, la chanson a mis cinq jours à être mixée : "Elle [commence] complètement programmée et au moment où elle se termine, elle est complètement en prise direct."
Telling Lies est né pendant les sessions Outside. Alors que Bowie a enregistré la majeure partie du morceau seul en avril, il a peaufiné les paroles pendant les sessions de l'album, tandis que le groupe a effectué des ajouts. La musique et les paroles représentent une hybridation des styles Outside et Earthling, Pegg décrivant l'arrangement final comme un mélange "d'un son rock très agressif avec du drum and bass". Perone, quant à lui, trouve un mélange de styles de danse et de rock alternatif qui est moins réussi que sur les autres morceaux d'Earthling. Les paroles comportent également plus de rimes que les autres morceaux, abordant des sujets tels que les commérages, les exagérations et le mensonge. Le 11 septembre 1996, "Feelgood Mix" de Plati de la chanson est sorti sur Internet, recevant 250 000 téléchargements. Avec cette sortie, Bowie est devenu le premier artiste à sortir une piste téléchargeable sur Internet. Des remix supplémentaires de A Guy Called Gerald (le "Paradox Mix") et Adam F sont sortis le même mois.
The Last Thing You Should Do est l'un des derniers morceaux enregistrés pour l'album, principalement construit en utilisant, selon les mots d'O'Leary, "à partir de bouts d'overdubs jetés". Gabrels a insisté pour l'inclure sur l'album à la dernière minute à la place des deux remakes de Tin Machine (I Can't Read et Baby Universal) travaillées durant les sessions, expliquant: "Parce que j'ai co-écrit ces deux chansons de TM, cela signifiait que je pouvais me tenir sur un terrain moral plus élevé, car je me battais contre ma propre progéniture." Il a fait valoir que le morceau a transformé Earthling "d'un pastiche d'album de dix chansons ... à une oeuvre cohérente de neuf chansons".
La musique est principalement du jungle avec des morceaux de techno, tandis que les paroles parlent du manque d'humour et d'amour-propre à la fin du XXe siècle. Bowie lui-même a comparé la musique de la chanson à Sound and Vision de son album Low (1977). O'Leary la considère comme une version "miniature" des pistes restantes et, dans le contexte de l'album entier, Perone soutient que la chanson a plus de succès en tant que piste autonome.
I'm Afraid of Americans fustige l'impérialisme culturel américain. Le titre a été initialement enregistré pendant les séances 1. Outside sous le nom de "Dummy", avec des paroles différentes; cette version apparait sur la bande originale du film Showgirls (1995). Bowie a déclaré: "C'est quelque chose qu'Eno et moi avons mis en place, et je ne le sentais pas à sa place sur Outside, donc ça n'a pas marché. Il a juste été écarté de l'album. Alors nous n'en avons pris que l'embryon, et l'avons restructuré avec ce groupe." Décrit par Bowie comme "l'une de ces chansons du stéréotypé 'Johnny' : Johnny fait ceci, Johnny fait cela", la version Earthling contient des paroles modifiées, des ajouts supplémentaires du groupe et des vers transposés. Plati a expliqué: "Nous avons retiré des choses de plusieurs prises différentes pour créer ce nouveau composite. C'est un travail de nettoyage, pas le plus agréable." Musicalement, la chanson mélange les styles techno des années 1980 et 1990 tandis que les paroles présentent une critique de l'Amérique, dans la lignée du morceau Young Americans issue de son album homonyme en 1975.
Law (Earthlings on Fire) est la première chanson enregistré pendant les sessions. Musicalement, la chanson ne ressemble pas au jungle et plus encore, selon les mots d'O'Leary, à la "trash-pop industrielle". Pegg le décrit comme un morceau de club rappelant l'instrumental Pallas Athena sur Black Tie White Noise (1993), avec divers effets de synthétiseur et une ligne de basse de style dance ; Plati l'a comparé à un collage sonore. Les paroles véhiculent des préoccupations existentielles, utilisant des références obscures telles qu'une citation du polymathe Bertrand Russell. Pegg le considère comme le morceau le plus faible de l'album, tandis que Perone pense qu'il fonctionne mieux comme commentaire sur le "sentiment de malaise de la fin du millénaire" plutôt que comme une chanson autonome de Bowie.

## Titres
| No | Titre                           | Auteur                                  | Durée |
| -- | ------------------------------- | --------------------------------------- | ----- |
| 1. | Little Wonder                   | David Bowie, Reeves Gabrels, Mark Plati | 6:02  |
| 2. | Looking for Satellites          | David Bowie, Reeves Gabrels, Mark Plati | 5:21  |
| 3. | Battle for Britain (The Letter) | David Bowie, Reeves Gabrels, Mark Plati | 4:48  |
| 4. | Seven Years in Tibet            | David Bowie, Reeves Gabrels             | 6:22  |
| 5. | Dead Man Walking                | David Bowie, Reeves Gabrels             | 6:50  |
| 6. | Telling Lies                    | David Bowie                             | 4:49  |
| 7. | The Last Thing You Should Do    | David Bowie, Reeves Gabrels, Mark Plati | 4:57  |
| 8. | I'm Afraid of Americans         | David Bowie, Brian Eno                  | 5:00  |
| 9. | Law (Earthlings on Fire)        | David Bowie, Reeves Gabrels             | 4:48  |

## Musiciens
- David Bowie : chant, guitare, saxophone alto, samples, claviers
- Reeves Gabrels : programmation des synthétiseurs, guitares, sampling de guitares, chant
- Mark Plati : programmation, boucles, samplings, claviers
- Mike Garson : claviers, piano
- Gail Ann Dorsey : basse, chant
- Zachary Alford : batterie, batterie en boucles, percussions électroniques

## Production
- David Bowie : producteur, direction artistique
- Reeves Gabrels : producteur
- Mark Plati : producteur, ingénieur du son, mixage
- Dante DeSole, Matt Curry : assistants studio
- Bob Ludwig : mastering
- Davide De Angelis : design, manipulations d'images
- Alexander McQueen : veste Union Jack
- Helene Andersson : maquillage
- Frank Ockenfels : photographie

## Classements
| Classement (1997)                  | Meilleure place |
| ---------------------------------- | --------------- |
| Allemagne (Media Control AG)       | 11              |
| Australie (ARIA)                   | 45              |
| Autriche (Ö3 Austria Top 40)       | 15              |
| Belgique (Flandre Ultratop)        | 13              |
| Belgique (Wallonie Ultratop)       | 5               |
| États-Unis (Billboard 200)         | 39              |
| Finlande (Suomen virallinen lista) | 12              |
| France (SNEP)                      | 9               |
| Norvège (VG-lista)                 | 13              |
| Nouvelle-Zélande (RIANZ)           | 15              |
| Pays-Bas (Mega Album Top 100)      | 19              |
| Royaume-Uni (UK Albums Chart)      | 6               |
| Suède (Sverigetopplistan)          | 5               |
| Suisse (Schweizer Hitparade)       | 20              |